# Марина Весялуха
Марина Весялуха (на беларуски: Марына Весялуха) е беларуска журналистка литературна критичка, литературовед, преводачка и поетеса.

## Биография и творчество
Марина Михайловна Весялуха е родена на 15 юли 1987 г. в Миори, Витебска област, Беларуска ССР, СССР. Завършва средното си образование в град Мижевичи, Гродненска област, със златен медал през 2004 г. Следва във Факултета по чужди езици на Барановичския държавен университет. Прави следдипломна квалификация в Центъра за изследване на беларуската култура, език и литература на Националната академия на науките на Беларус в Минск. Работи като младши сътрудник в сектора за история на беларуската литература на Националната академия на науките. През 2011 г. получава магистърска степен по филология в литературознанието от Беларуския държавен педагогически университет.
В периода 2010 – 2016 г. работи като редактор, ръководител на отдел „Книжен свят“ на вестник „Литература и изкуство“. В периода 2016 – 2017 г. работи като редактор на отдела за култура в централния беларуски вестник „Звязда“, в периода 2017 – 2018 г. е журналист във вестник „Медицински вестник“, а в периода 2018 – 2020 г. работи като изпълнителен секретар на вестник „Литература и изкуство“.
Дебютира през 2008 г. с поетични творби в списание „Глаголи“ докато учи в Барановичския университет.
Пише разработки по теорията на съвременния литературен процес, авторка е на критични статии, рецензии на книги и се занимава с литературно и художествено творчество. През 2013 г. е един от лауреатите в конкурса за млади критици „Адам Бабареко“. През 2015 г. получава първа награда в номинацията „Най-добър рецензент“ на XI национален конкурс на печатни издания „Златен рицар“. През 2018 г. участва в журито за награда за дебют „Максим Багданович“.
Марина Весялуха живее в Минск.

## Произведения
- Кавалеры з дрэннымі зубамі (?)